# Андріанов Павло Маркович
Павло Маркович Андріанов (26 лютого 1877, Миколаїв — 17 грудня 1918, Київ) — київський губернський староста Української Держави (1918), історик військової справи XVII — початку XIX ст.

## Життєпис
Народився 26 лютого 1877 у Миколаєві. Освіту здобув у Миколаївському реальному училищі (1895), Московському військовому училищі (1897) та Миколаївській академії Генерального Штабу (1903). У 1904–1909 служив обер-офицером для доручень при штабі Одеського військового округу. У 1909—1914 викладав військові науки (в тому числі історію російської армії) в Одеському військовому училищі. Був дійсним членом Одеського відділення Імператорського військово-історичного товариства, членом педагогічного відділу ІФТ при ІНУ. Прочитав в Одесі низку публічних лекцій з військово-історичної тематики. У 1909 здійснив поїздку по Нижньому Дунаю та в Румунію з метою дослідження місць колишніх російсько-турецьких війн. 1906—1914 редагував одеський ілюстрований військово-патріотичний журнал «Русский Воин». 1914—1916 опублікував багато статей у провідних одеських газетах з аналізом військово-політичного розвитку Європи років Світової війни. У роки Світової війни служив у штабі армії Південно-Західного фронту. Опублікував декілька ґрунтовних видань: польсько-російсько-німецький словник військової термінології та довідник військового лікаря.
30 серпня 1918 р. призначений гетьманом Павлом Скоропадським на посаду київського губернського старости. Під час антигетьманського повстання вбитий у Києві 17 грудня 1918.

## Науковий доробок
Автор близько 50 праць (здебільшого невеликих брошур), що здебільшого об'єднані спільною темою — історією війн російської армії у XVIII — на початку ХІХ ст. Зокрема, історика цікавили такі теми як Полтавська битва, російсько-турецькі війни, Наполеонівські війни (цій темі присвячено найбільше праць). Більш давні часи він висвітлював у загальних нарисах та лекційних курсах. Відхиляючись від магістральних тем, він писав також про діяльність князя Володимира, генерала М. Скобелєва тощо. Найбільш цікавим для з цих праць є нарис про Запорізьку Січ. Брошура була написана у традиціях своєрідної російської апологетичної літератури про козацтво. Автор поставив за мету виявити позитивні та негативні риси діяльності козаків протягом всього часу їх існування (виникнення Запорізької Січі він датував другою половиною XVI ст.). Він не жалкував високих епітетів для козаків: «руські лицарі», «вільнолюбні сини Украйни», «славетні сини Украйни». Запорізьку Січ він інтерпретував як лицарський орден. На думку П. Андріанова, козаки продовжили справу давньоруських князів у відвоюванні Причорномор'я від кочівників, тим самим підготувавши ґрунт для майбутнього приєднання цього регіону до Російської імперії: «скрізь, де не ступала переможна стопа руського солдата, на всьому широкому просторі нинішнього південноруського краю, ця переможна стопа натрапляла на кривавий слід запорожця». Ця теза прямо суперечила офіційній концепції російської історіографії про Причорномор'я як Дике поле до приєднання до Російської імперії. Автор захоплено переповів основні етапи розвитку Січі, діяння її отаманів. Негативними у діяльності запорожців він вважав ті дії, що суперечили інтересам Росії: походи з поляками на Москву на початку XVII ст., боротьбу проти Москви у другій половині цього століття, повстання І. Мазепи. Ліквідацію Січі він вважав цілком закономірним явищем в умовах завершення протистояння Росії з Кримським ханством. Однак, посилаючись на народний епос, історик виступав за уславлення запорозького козацтва. Стиль всіх праць був популярний чи навіть пропагандистський. Автор переслідував навчально-патріотичну мету — продемонструвати славу російської зброї, мудрість російських монархів. Це, безумовно, зашкодило рівню його праць. На сьогодні вони є суто пам'яткою популярно-пропагандистської історичної літератури початку ХХ ст.

## Наукові публікації
- Скобелев М. Д. — Одесса, 1907;
- Полтавская битва. — Одесса, 1909;
- Славное низовое Запорожское військо. — Одесса, 1910;
- Великая Отечественная война. По поводу 100-летнего юбилея. — СПБ, 1912.;
- Суворов в Рымникском сражении: [Ист. записка] по поводу открытия памятника генералиссимусу А. В. Суворову на Рымникском поле сражения. — Одесса, 1913;
- Гангутское сражение 27 июля 1714 г. — Одесса, 1914;
- Святой равноапостольный князь Владимир, его жизнь и деятельность на благо Руси. — Одесса, 1915.